# Žolčna kislina
Žolčne kisline so steroidne kisline, ki se nahajajo v žolču pri sesalcih in drugih vretenčarjih. Gre za derivate holesterola, ki kot primarne žolčne kisline nastajajo v jetrih (holna kislina in henodeoksiholna kislina), od koder se z žolčem v obliki soli izločajo v črevo. Soli žolčnih kislin nastanejo s konjugacijo žolčnih kislin s tavrinom ali glicinom.  Soli žolčnih kislin v črevesu emulgirajo maščobe in omogočijo delovanje pankreasne lipaze ter absorpcijo maščob v črevesu, črevesne bakterije pa jih tam pretvorijo v sekundarne žolčne kisline (deoksiholna in litoholna kislina). Del žolčnih kislin se absorbira v kri in po krvnem obtoku vrne nazaj v jetra, kar se imenuje enterohepatično kroženje žolčnih kislin. 
Pri človeku so poglavitne soli žolčnih kislin tavroholna kislina in glikoholna kislina  (derivata holne kisline) ter tavrohenodeoksiholna kislina in glikohenodeoksiholna kislina (derivata henodeoksiholne kisline). Prisotne so v primerljivih koncentracijah. Prisotne so tudi soli 7-alfa-dehidroksiliranih derivatov primarnih žolčnih kislin, deoksiholne kisline in litoholne kisline.
Žolčne kisline predstavljajo okoli 80 % organskega dela žolča, poleg njih so prisotni še fosfolipidi in holesterol. Povečano izločanje žolčnih kislin povzroči povečan pretok žolča in s tem pospešeno prebavo prehranskih maščob.

## Sinteza

### Primarne žolčne kisline
Žolčne kisline so končni produkt katabolizma holesterola in njegova edina pot odstranjevanja iz telesa. Nastajajo v jetrih (kot primarne žolčne kisline) iz holesterola z zaporedjem številnih reakcij, ki jih katalizirajo predvsem različni citokromi P450. Hitrost omejujoči korak sinteze je dodajanje hidroksilne skupine na položaj 7 steroidnega obroča, pri čemer sodeluje encim iz skupine citokromov, holesterol-7-alfa-hidroksilaza (Cyp7a1). Na znižanje izražanja tega encima vpliva prosotnost holne kisline, na zvišanje izražanja pa prisotnost holesterola; zavira ga hormon FGF15/19, ki se izloča v tankem črevesu. Žolčne kisline, ki nastanejo v jetrih in se med hranjenjem v obliki žolčnih soli sprostijo v tanko črevo, tam aktivirajo jedrni receptor FXR, le-ta pa sproži izražanje FGF15/19, ki po krvi potuje v jetra in tam inhibira Cyp7a1.

### Sekundarne žolčne kisline
Žolčne soli, ki se sprostijo iz žolčnika preko žolčevoda v tanko črevo, so tam izpostavljene pretvorbi, ki jo povzročajo bakterije črevesne flore. Tako se žolčne soli deloma dehidroksilirajo, glicinske oziroma tavrinske skupine se odcepijo in nastanejo sekundarne žolčne kisline, deoksiholna in litoholna kislina. Deoksiholna kislina nastane iz holne kisline, litoholna pa iz henodeoksiholne kisline. Vse te žolčne kisline se reciklirajo, v procesu, imenovanem enterohepatično kroženje. 95 % žolčnih kislin se v črevesju namreč ponovno absorbira in se po dverni veni vrne v jetra, ki jih izločijo nazaj v žolčnik. Tako
je zaključen en krog njihovega enterohepatičnega kroženja. Vsaka žolčna kislina gre skozi 4–12 takih krogov na dan. 

## Zgradba
- Zgradba poglavitnih žolčnih kislin pri človeku
- Holna kislina
- Glikoholna kislina
- Tavroholna kislina
- Deoksiholna kislina
- Henodeoksiholna kislina
- Glikohenodeoksiholna kislina
- Tavrohenodeoksiholna kislina
- Litoholna kislina